# Antonius Grooth
Antonius Grooth den äldre (ibland skriven Grott) var en svensk guldsmed och myntmästare.

## Biografi
Antonius Grooth kom till Sverige från Brabant på 1580-talet. Han blev myntmästare 1599. 1606 reparerade han Erik XIV:s krona och omtalas sista gången i livet 1614. Han har antagits möjligen vara identisk med Antonius de Crock. Bland Antonius Grooths arbeten märks Gunilla Bielkes spira 1585, Karl IX:s stora Jehova-kedja 1606 och Karl IX:s begravningskrona 1611.

### Familj
Grooth gifte sig 1599 med Anna Coyet (1585–1618), dotter till myntmästaren Gillis Coyet. De fick tillsammans sonen myntmästaren Anton Grooth (död 1645) i Stockholm, Kerstin Grooth (1605–1643) som var gift med bruksägaren Johan Trotzig och Maria Grooth (1608–1669) som var gift med bruksägaren Anders Boij. Efter Grooths död gifte Anna Coyet om sig med assessorn Peder Törnsköld i kammarrätten.